# AJ Produkter
AJ Produkter je švédská firma se sídlem v Halmstadu, která poskytuje produkty pro vybavení kanceláří, skladů a průmyslových provozoven.
Společnost byla založena v roce 1975 Andersem Johanssonem v domě jeho rodičů v Hyltebruku v západním Smålandu. V roce 2011 se společnost AJ Produkty rozrostla na skupinu s miliardovým obratem a 821 zaměstnanci, která působí v přibližně 20 zemích po celé Evropě. Na konci roku 2010 převzal bývalý hokejista Jonas Bergqvist pozici generálního ředitele od Andersa Johanssona, který se stal úřadujícím předsedou představenstva.  Bergqvist odešel v roce 2012 a Anders Johansson se znovu ujal pozice generálního ředitele. V roce 2017 měla skupina AJ Produkty obrat 2,58 miliardy švédských korun s 821 zaměstnanci.
V Česku působí od roku 1999 dceřiná společnost A J Produkty s.r.o. (původním názvem AJ Bohemia).